# اليكساندر دياتشينكو
اليكساندر دياتشينكو (بالإنجليزية: Alexsandr Dyachenko) (و. 1983  م) هو راكب دراجة هوائية، من كازاخستان، ولد في كازاخستان، شارك في طواف إسبانيا، ودورة الألعاب الآسيوية 2002.

## سباقات أو مراحل فاز بها
| التاريخ        | السباق                               | المركز                  |
| -------------- | ------------------------------------ | ----------------------- |
| 27 مايو 2007   | طواف اليابان 2007                    |                         |
| 19 أغسطس 2007  | OG Test event Road Race Beijing-2008 |                         |
| 20 سبتمبر 2008 | Lombardia Tour 2008                  |                         |
| 29 أبريل 2012  | طواف تركيا 2012                      |                         |
| 08 يوليو 2012  | طواف النمسا 2012                     | الخامس في التصنيف العام |
| 07 يوليو 2013  | طواف النمسا 2013                     |                         |

## روابط خارجية
- اليكساندر دياتشينكو على موقع الاتحاد الدولي للدراجات (الإنجليزية)
- اليكساندر دياتشينكو على موقع أرشيف الدراجات (الإنجليزية)
- اليكساندر دياتشينكو على موقع إحصائيات الدراجات الإحترافية (الإنجليزية)
- اليكساندر دياتشينكو على موقع نسبة الدراجات (الإنجليزية)
- اليكساندر دياتشينكو على موقع CycleBase (الإنجليزية)